# Teleskopická plnicí hubice
Teleskopická plnicí hubice (také plnicí či vyprazdňovací rukávec) se používá pro bezprašnou expedici prašných a sypkých materiálů na ložné plochy nákladních automobilů, železničních vagónů, přepravníků cisternového typu, na volné skládky či na nákladní lodě.
Plnicí hubice nacházejí uplatnění zejména v provozech cementáren, vápenek, výrobnách stavebních směsí, tepelných elektrárnách, teplárnách, kamenolomech, potravinářství, chemickém průmyslu nebo při vysokokapacitních nakládkách do lodí.
Teleskopická plnicí hubice se navrhuje podle typu přepravníku, pro který se bude používat. Určuje se jaký bude mít plnicí výkon (tj. jaké množství materiálu bude hubicí expedováno), granulometrie, fyzické vlastnosti materiálu (abrazivita, lepivost, vlhkost, náchylnost ke korozi, výbušnost, použití pro potravinářství atd.), sypná hmotnost, teplota materiálu včetně teploty okolí a zástavbové rozměry (délka hubice ve staženém a roztaženém stavu). Plnicí hubice se vyrábějí nejčastěji se vstupním průměrem DN300 s plnicím výkonem do 250 m³/h.
Maximální plnicí výkony se pohybují do 4000–5000 m³/h, což se většinou vztahuje k vysokokapacitní nakládce do lodí. Hubice se v základním provedení skládají ze základové desky s elektrovrátkem, který spouští a zvedá hubici. Dopravní svod je tvořen vnitřními kónickými miskami (variantně měchem či tubusy) a vnějším odprašovacím měchem.[zdroj?]
Rozlišuje se několik typů spodních dílů v závislosti na typu nakládky – při nakládce do cisteren je tvořen těsnicím a uzavíracím kuželem (zabraňuje vypadávání materiálu po ukončení nakládky) a čidlem plnění (vibrační, kapacitní, rotační). Spodní díl pro nakládku na volné plochy je tvořen prachotěsným zvonem. Materiálové provedení se volí v závislosti na materiálu, který se plnicí hubicí nakládá – obyčejně postačuje ocel S235, pro potravinářství a chemický průmysl se volí nerezová ocel a pro abrazivní materiály Hardox či Trellex.[zdroj?]